# Episodi di Insuperabili X-Men (quarta stagione)
La quarta stagione di Insuperabili X-Men, composta da 17 episodi, è andata in onda negli Stati Uniti dal  1995 al  1996 su Fox Kids, mentre in Italia è stata inizialmente trasmessa su Canale 5.
Inizialmente avrebbero dovuto far parte di questa stagione anche gli episodi Fenomeno ritorna, Uno strano mutante e Arma X, bugie e videotape, che però sono invece stati trasmessi come parte della stagione precedente.
| Nº st. | Nº tot. | Titolo                                                                   | Titolo originale                     | Prima TV Stati Uniti |
| ------ | ------- | ------------------------------------------------------------------------ | ------------------------------------ | -------------------- |
| 1      | 46      | Il valore di un singolo uomo - Prima parte                               | One Man's Worth - Part 1             | 9 settembre 1995     |
| 2      | 47      | Il valore di un singolo uomo - Seconda parte                             | One Man's Worth - Part II            | 16 settembre 1995    |
| 3      | 48      | Prova di coraggio                                                        | Courage                              | 23 settembre 1995    |
| 4      | 49      | Proteus - Prima parte                                                    | Proteus - Part I                     | 30 settembre 1995    |
| 5      | 50      | Proteus - Seconda parte                                                  | Proteus - Part II                    | 7 ottobre 1995       |
| 6      | 51      | L'Asteroide M - Prima parte                                              | Sanctuary - Part I                   | 21 ottobre 1995      |
| 7      | 52      | L'Asteroide M - Seconda parte                                            | Sanctuary - Part II                  | 28 ottobre 1995      |
| 8      | 53      | Al di là del bene e del male - Prima parte - La fine del tempo           | Beyond Good and Evil - Part 1        | 4 novembre 1995      |
| 9      | 54      | Al di là del bene e del male - Seconda parte - La promessa di Apocalisse | Beyond Good and Evil - Part 2        | 11 novembre 1995     |
| 10     | 55      | Al di là del bene e del male - Terza parte - La Camera di Lazzaro        | Beyond Good and Evil - Part 3        | 18 novembre 1995     |
| 11     | 56      | Al di là del bene e del male - Quarta parte - L'inizio della fine        | Beyond Good and Evil - Part 4        | 25 novembre 1995     |
| 12     | 57      | Buon Natale con i Morlocks                                               | Have Yourself a Morlock Little X-Mas | 23 dicembre 1995     |
| 13     | 58      | Il loto e l'acciaio                                                      | Lotus and the Steel                  | 3 febbraio 1996      |
| 14     | 59      | Un amore impossibile                                                     | Love in Vain                         | 10 febbraio 1996     |
| 15     | 60      | Avventura sull'Altipiano del Teschio                                     | Secrets, Not Long Buried             | 17 febbraio 1996     |
| 16     | 61      | Incubo pericoloso                                                        | Xavier Remembers                     | 27 aprile 1996       |
| 17     | 62      | Legami di famiglia                                                       | Family Ties                          | 4 maggio 1996        |

## Il valore di un singolo uomo - Prima parte
- Titolo originale: One Man's Worth - Part 1
- Prima TV Stati Uniti: 9 settembre 1995

Un uomo proveniente dal futuro di nome Fitzroy è tornato indietro nel tempo, l'11 maggio 1959, e in tal giorno ha assassinato Xavier. Questo a portato ha tremende catastrofi in futuro, così Alfiere, assieme a una donna di nome Shard, torna negli anni '90, vedendo che, a seguito del cambiamento temporale, è già in atto una guerra. I due incontrano Wolverine e Tempesta, che in questa realtà alternativa sono sposati tra di loro, e combattono sotto il comando di Magneto. Alfiere e Shard spiegano loro la situazione, e i quattro tornano quindi all'11 maggio 1959, ma non riescono a impedire l'omicidio.

## Il valore di un singolo uomo - Seconda parte
- Titolo originale: One Man's Worth - Part II
- Prima TV Stati Uniti: 16 settembre 1995

Wolverine, Tempesta, Alfiere e Shard vanno nel futuro di questi ultimi due, per scoprire che però è cambiato notevolmente. Qui Fitzroy, che nel suo piano di uccidere Xavier era d'accordo con Master Mold, viene tradito da quest'ultimo. Wolverine, Tempesta e Alfiere riescono poi a tornare all'11 maggio 1959 (lasciando tuttavia Shard, che si scopre essere la sorella di Alfiere, nel futuro, non avendo avuto il tempo di liberarsi dai nemici) e, mostrando a Fitzroy un video del lui stesso del futuro che lo avverte del tradimento di Master Mold, lo convincono a non fare del male a Xavier, salvando così il mondo da catastrofi future.

## Prova di coraggio
- Titolo originale: Courage
- Prima TV Stati Uniti: 23 settembre 1995

Dopo essere rimasto del tempo all'isola di Muir con Moira per riprendersi da ciò che gli era accaduto, Morph torna dagli X-Men. Durante la sua prima missione ha tuttavia a che fare con le Sentinelle, che si scoprono essere ancora esistenti, e si rende conto di essere terrorizzato dalle suddette. La situazione peggiora quando alcune di esse rapiscono Xavier, Gyrich e Trask, e li portano dal loro capo, Master Mold, di cui ora rimane soltanto la testa. Gli X-Men seguono alcune coordinate trovate analizzando una sentinella, e le seguono sperando di poter trovare Xavier. Morph, che è rimasto alla base, scopre tuttavia altre coordinate, quelle corrette, e decide di seguirle, pur essendo solo. Arriva così alla base di Master Mold, dove trova i tre uomini rapiti e gli X-Men, che ci sono arrivati seguendo alcune sentinelle. Morph riesce a sconfiggere Master Mold e a salvare i suoi amici ma, rendendosi conto di non essere ancora del tutto pronto a lottare con loro, decide di abbandonare il gruppo, almeno temporaneamente.

## Proteus - Prima parte
- Titolo originale: Proteus - Part I
- Prima TV Stati Uniti: 30 settembre 1995

Da anni Moira sta cercando di aiutare Kevin, soprannominato Proteus, un mutante in grado di alterare la realtà e di prendere possesso dei corpi altrui, a controllare i propri poteri. Quando però sembra esserci riuscita, Proteus riesce a fuggire dal centro di ricerca di Moira che, preoccupata, chiede aiuto agli X-Men. Xavier, Bestia, Rogue e Wolverine arrivano dunque sul posto, ma Proteus riesce a fuggire dall'isola. Quando gli X-Men lo incontrano di nuovo, Moira rivela loro che il fuggitivo è in realtà suo figlio, avuto col suo ex marito Joe MacTaggert, dal quale ha divorziato. Kevin è ora alla ricerca di suo padre.

## Proteus - Seconda parte
- Titolo originale: Proteus - Part II
- Prima TV Stati Uniti: 7 ottobre 1995

Joe MacTaggert è un importante uomo politico, e deve tenere un discorso in vista delle prossime elezioni, e perciò è preoccupato per quel che potrebbe fargli suo figlio. Gli X-Men si ritrovano così a doverlo proteggere da Proteus, non riuscendo tuttavia a evitare che il mutante interrompa suo padre proprio durante il discorso. Xavier riesce tuttavia a fermarlo, facendo sì che riesca a riconciliarsi con suo padre. Kevin torna poi all'isola di Muir, dove continua la sua riabilitazione.

## L'Asteroide M - Prima parte
- Titolo originale: Sanctuary - Part I
- Prima TV Stati Uniti: 21 ottobre 1995

Magneto annuncia al mondo di aver costruito, assieme ad alcuni scienziati mutanti, l'Asteroide M, ovvero una base spaziale dove ha intenzione di vivere con tutti i mutanti terrestri che hanno intenzione di seguirlo, chiamandoli a raccolta. Xavier, Bestia e Gambit decidono di salire sull'Asteroide M per controllare la situazione sotto accordo col presidente Kelly che, sapendo che Magneto ha piazzato nella base spaziale dei missili difensivi, teme che li usi per attaccare la Terra. Magneto trasporta i mutanti sull'Asteroide M utilizzando i propri poteri, finendo tuttavia per indebolirsi, necessitando perciò dell'aiuto di Fabian Cortez, un mutante che nutre molto rispetto per Magneto e che ha il potere di curarlo all'istante. Tuttavia, Cortez si rende conto che Magneto ha intenzione di isolarsi dai normali esseri umani senza far loro del male, mentre lui cerca vendetta. Dopo aver lanciato, senza farsi vedere, un razzo sulla Terra come provocazione, rivela a Magneto che senza la sua cura finirebbe per scomparire, non riuscendo a tenere insieme nemmeno le sue molecole. Successivamente Cortez lancia Magneto in orbita, facendo ricadere la colpa sugli X-Men.
Basato su: X-Men serie 2 nn. 1 e 2 (in Italia Gli incredibili X-Men n. 50)

## L'Asteroide M - Seconda parte
- Titolo originale: Sanctuary - Part II
- Prima TV Stati Uniti: 28 ottobre 1995

A seguito di una sommossa, Xavier e Bestia riescono a tornare sulla Terra, non riuscendo tuttavia a portare con loro Gambit, che viene trattenuto alla base spaziale. Dopo aver utilizzato la tecnologia Shi'ar sui loro velivoli, Bestia riesce a raggiungere l'Asteroide M assieme a Xavier, Rogue e Wolverine e, facendosi aiutare da Amelia, una vecchia fiamma di Xavier, riescono a provare la colpevolezza di Cortez, che tuttavia lancia i missili sulla Terra. Magneto è tuttavia riuscito a sopravvivere, in quanto è finito all'interno dell'atmosfera terrestre e, tramite i propri superpoteri, riesce a salvare la Terra dai missili. L'Asteroide M viene fatto evacuare e successivamente si schianta nell'oceano come una meteora. Cortez viene poi messo in salvo da Apocalisse.
Basato su: X-Men serie 2 n. 3 (Gli incredibili X-Men n. 50)

## Al di là del bene e del male - Prima parte - La fine del tempo
- Titolo originale: Beyond Good and Evil - Part 1
- Prima TV Stati Uniti: 4 novembre 1995

Nell'anno 3999, Apocalisse ruba a Cable il suo dispositivo di dislocamento temporale, divenendo così in grado di viaggiare nel tempo. Alfiere, di ritorno dal viaggio che l'ha portato nel 1959, finisce col rimanere intrappolato nell'asse del tempo. Qui Alfiere è in grado di vedere ciò che accade agli X-Men, e scopre così che negli anni '90, dopo che Ciclope e Jean si sono finalmente sposati, quest'ultima viene rapita da Sinistro e i suoi uomini. Shard viaggia nel passato andando dagli X-Men poco dopo il rapimento per cercare suo fratello, ma Sinistro appare nuovamente e tenta, senza successo, di rapire Xavier. Sinistro sta tuttavia agendo sotto ordine di Apocalisse.

## Al di là del bene e del male - Seconda parte - La promessa di Apocalisse
- Titolo originale: Beyond Good and Evil - Part 2
- Prima TV Stati Uniti: 11 novembre 1995

Dopo che Apocalisse rapisce la Shi'ar Oracolo, Xavier si rende conto del fatto che il suo piano sia probabilmente quello di rapire dei telepati, così gli X-Men utilizzano Cerebro per localizzarne altri. Notano così la presenza della mutante Psylocke, e vanno da lei insieme ad Arcangelo, venendo così attaccati da Sabretooth, Mystica e Magneto, che si sono alleati ad Apocalisse (l'ultimo dei tre ha accettato l'alleanza in quanto Apocalisse gli ha promesso di far resuscitare la sua defunta moglie in caso di successo), che riescono a rapire la mutante. Sabretooth viene tuttavia catturato dagli X-Men.

## Al di là del bene e del male - Terza parte - La Camera di Lazzaro
- Titolo originale: Beyond Good and Evil - Part 3
- Prima TV Stati Uniti: 18 novembre 1995

Nel 3999 Cable riesce a viaggiare con una macchina del tempo segreta arrivando negli anni '90, dove spiega agli X-Men che Apocalisse, per poter vivere in eterno, ha bisogno di rigenerarsi ogni cento anni nella cosiddetta "Camera di Lazzaro", che si trova in una piramide in Egitto. Il gruppo decide quindi di viaggiare nel tempo subito dopo la creazione della Camera di Lazzaro e distruggerla allora, così che Apocalisse non possa più rigenerarsi. Tuttavia, arrivati sul posto, subiscono un attacco dallo stesso Apocalisse e da Mystica. I due riescono così a rapire Xavier.

## Al di là del bene e del male - Quarta parte - L'inizio della fine
- Titolo originale: Beyond Good and Evil - Part 4
- Prima TV Stati Uniti: 25 novembre 1995

Ora che ha rapito numerosi telepati e li ha portato nell'asse del tempo, il piano di Apocalisse è di utilizzare il loro potere per distruggere il tempo e poter ricreare un nuovo mondo. Magneto e Mystica, che avevano piani ben diversi, gli si rivoltano contro, ritrovandosi a dover affrontare lui, Sinistro e i suoi uomini. Proprio quando Apocalisse sembra riuscire nel suo intento, Alfiere libera i telepati, rovinando il piano del nemico. I telepati, ora liberi, riescono a ristrutturare il tempo e, dato che Cable, Arcangelo e gli X-Men sono riusciti a distruggere la Camera di Lazzaro, Apocalisse è ora sconfitto. Ognuno torna poi al proprio tempo di appartenenza.

## Buon Natale con i Morlocks
- Titolo originale: Have Yourself a Morlock Little X-Mas
- Prima TV Stati Uniti: 23 dicembre 1995

È la vigilia di Natale, e Jubilee, Tempesta e Wolverine vanno a fare compere in un centro commerciale. Quando i tre escono fermano due morlock che stavano derubando un'ambulanza. I due spiegano di averlo fatto per aiutare uno di loro, Leech, che era gravemente malato e che non aveva subito le cure adatte in quanto in ospedale i medici hanno avuto grossi problemi per via dei suoi poteri mutanti. I tre x-men decidono di aiutarli (anche perché Tempesta è di fatto il loro capo, nonostante Callisto ne faccia le veci in sua assenza) e, nel loro rifugio, Wolverine si rende conto che Leech è in condizioni talmente gravi che spostarlo potrebbe provocarne la morte, e sono perciò costretti a curarlo lì. Dati i suoi poteri rigeneranti, Tempesta chiede a Wolverine se, tramite una trasfusione di sangue, non potrebbe aiutare Leech. Nonostante un'iniziale titubanza dovuta alle poche speranze di successo, Wolverine accetta, riuscendo a salvarlo. Successivamente Tempesta nomina ufficialmente Callisto nuovo capo dei Morlock, e quest'ultima invita gli X-Men presenti a passare la cena di Natale con loro.
Nota: questo episodio può essere considerato uno speciale natalizio.

## Il loto e l'acciaio
- Titolo originale: Lotus and the Steel
- Prima TV Stati Uniti: 3 febbraio 1996

Mentre sta andando in auto, Wolverine viene sorpassato da un ragazzo e, avendo un attacco di rabbia, finisce con rischiare di ucciderlo e per poco non ferisce Jubilee, che era insieme a lui. Ciò fa preoccupare parecchio Wolverine, che decide di lasciare gli X-Men e tornare in Giappone, dove era già stato in passato. Lì incontra un suo vecchio amico, il maestro Oku, e gli dà una mano nel costruire un tempio, ma il paese in cui vive Oku è tuttavia minacciato dal misterioso Silver Samurai, un uomo mascherato e molto pericoloso. Wolverine, essendo andato là proprio per non usare più la violenza, non reagisce ma, dopo un po', si rende conto che la sua vera forza consiste proprio negli scontri corpo a corpo, e perciò comincia a lottare contro Silver Samurai, sconfiggendolo piuttosto facilmente. Decide poi di tornare dagli X-Men.

## Un amore impossibile
- Titolo originale: Love in Vain
- Prima TV Stati Uniti: 10 febbraio 1996

Rogue torna in contatto con Cody, il suo primo ragazzo col quale non ha potuto avere una buona relazione avendolo fatto finire in coma dopo averlo baciato. Quando i due si incontrano, Rogue scopre con sorpresa di poterlo toccare senza conseguenze, cosa dovuta in realtà al fatto che fosse stata cosparsa di spore da un alieno. Questo fa tuttavia cominciare una reazione che trasforma lei e Cody fisicamente simili a tali alieni, che erano in realtà d'accordo con quest'ultimo, che riteneva che questo fosse l'unico modo per cui loro due potessero vivere insieme. Quando tutti gli X-Men raggiungono il deserto in cui si trovano gli alieni, Wolverine fa assorbire a Rogue i suoi poteri rigeneranti, che la fanno tornare normale, e successivamente Xavier riesce a sconfiggere gli alieni facendosi aiutare da Acanti, l'enorme essere da loro schiavizzato e che utilizzano a mo' di astronave. Rogue e gli X-Men sono salvi, mentre Cody, ormai trasformato e privo di coscienza umana, se ne va nello spazio coi suoi simili.

## Avventura sull'Altipiano del Teschio
- Titolo originale: Secrets, Not Long Buried
- Prima TV Stati Uniti: 17 febbraio 1996

Ciclope va all'Altopiano del Teschio, il luogo dove si doveva trovare col dottor Taylor Prescott, un uomo che conosce da quando era bambino e che, sin da allora, è sempre stato a favore dell'inserimento dei mutanti nella società. Arrivato sul luogo nota però che tutti gli abitanti sembrano impauriti da lui, e nessuno sembra sapere dove si trovi Prescott. Ciò è dovuto al fatto che il luogo è costretto a subire la tirannia di Solarr, un mutante che, scoperta la presenza di una miniera d'oro nel luogo, ha cominciato a governarlo come un despota, rinchiudendo Prescott in una caverna in quanto era l'unico a dimostrarsi intenzionato a reagire. Ciclope riesce tuttavia a far nascere una rivolta tra gli abitanti, riuscendo a far così arrestare Solarr e i suoi scagnozzi. L'x-man incontra poi il dottor Prescott.
Nota: Il luogo in cui Ciclope va per trovare il dottor Prescott viene chiamato Altipiano del Teschio nel titolo, ma nell'episodio in sé viene invece chiamato Altopiano del Teschio.

## Incubo pericoloso
- Titolo originale: Xavier Remembers
- Prima TV Stati Uniti: 27 aprile 1996

Xavier ha degli strani incubi, dopo i quali finisce con l'avere un collasso, senza che gli X-Men riescano a spiegarsi il motivo. Xavier si rende allora conto di essere stato attaccato dal Re delle Ombre, che riesce a impossessarsi del suo corpo. Tuttavia Xavier, aiutato da Jean, riesce a sconfiggere il Re delle Ombre dopo una battaglia psichica.

## Legami di famiglia
- Titolo originale: Family Ties
- Prima TV Stati Uniti: 4 maggio 1996

I mutanti gemelli Scarlet e Quicksilver si recano sul Monte Wundagore per cercare informazioni sui loro veri genitori, dopo aver scoperto di essere stati adottati. Lì trovano una comunità di esseri, incroci tra esseri umani e altri animali, dove Bova, colei che in passato li ha portati dai loro genitori adottivi, racconta che la loro vera madre fosse morta dopo essere stata terrorizzata da Magneto. I due decidono di aiutare gli abitanti di Wundagore a rapire tale mutante, solo per scoprire che il capo del luogo aveva sin da subito intenzione di utilizzare il DNA suo e dei gemelli per creare degli esseri ancora più potenti degli abitanti di Wundagore, di cui lui è l'artefice. Il suddetto rivela inoltre che Scarlet e Quicksilver sono in realtà i figli dello stesso Magneto, e che la sua defunta moglie Magda era la madre dei due. Magneto, aiutato dagli X-Men, riesce a mettere in fuga il capo di Wundagore e a porre fine alla comunità, ma i gemelli decidono di non perdonarlo per averli abbandonati, nonostante lui non avesse mai saputo prima di allora della loro esistenza.